# Kammerorchester arcata stuttgart
Das  Kammerorchester arcata stuttgart wurde 1984 von dem Dirigenten und Geiger Patrick Strub gegründet. Das Ensemble ist ein professionelles Kammerorchester mit Sitz in Stuttgart in Baden-Württemberg. Das Kammerorchester arcata stuttgart besteht aus 19 Streichinstrumentalisten, einem Cembalisten und einem Dirigenten.
Das Kammerorchester arcata stuttgart war mehrfach Gast bei Festivals, Konzertreihen und mit Tourneen im In- und Ausland. Zahlreiche  Solisten konzertierten mit dem Ensemble. Zu diesen zählen unter anderem Dirk Altmann, Johanna Dömötör, Isabelle Faust, Daniel Koschitzki, Joo Kraus, Lajos Lencsés, John Aaron Lewis, Sebastian Manz, Katarzyna Myćka, Gaby Pas-Van Riet, Maximilian Schairer, Kathrin ten Hagen und Tabea Zimmermann.
Das Repertoire reicht von Werken des Barock bis hin zur zeitgenössischen Musik. Das Orchester brachte verschiedene Auftragskompositionen zur Uraufführung. Rundfunkproduktionen und  Diskografien des Kammerorchesters arcata wurden bei verschiedenen Radiosendern vorgestellt.
Seit 2015 entwickelt das Orchester das soziale Musikprojekt „Auf Flügeln der Musik“ weiter. Dessen Programme haben das Ziel, Menschen mit Demenz und ihre Angehörigen und Pflegenden unterschiedlicher Herkunft eine kulturelle Teilhabe in einem geschützten Raum zu ermöglichen. Durch die auf die Bedürfnisse der Betroffenen zugeschnittene Mitmach-Konzerte entstehen barrierefreie Erlebnisse für Betroffene, Angehörige, Pflegende und allen Kulturinteressierten. Das Projekt wird unter anderem von der Alzheimergesellschaft Baden-Württemberg sowie von der Anton & Petra Ehrmann-Stiftung unterstützt. Das Orchester wird unter anderem von der Landeshauptstadt Stuttgart gefördert.
Das Orchester unterstützt als Projektpartner von Kultur für Alle Stuttgart e. V. den kostenfreien Besuch von Kulturveranstaltungen für Bedürftige. Neben Interkulturellen Konzerten in Kooperation mit dem Haus der Heimat des Landes Baden-Württemberg gestaltet das Kammerorchester arcata stuttgart auch Konzertreihen als Initiative zur Kulturförderung im ländlichen Raum in Kooperation mit der Helga-Drews-Stiftung wie in den Gemeinden Friedenweiler und Aulendorf.
2023 wurde dem Gründer und Leiter Patrick Strub für sein künstlerisches und soziales Engagement das Verdienstkreuz am Bande im Namen von Bundespräsident Frank-Walter Steinmeier verliehen.
Patrick Strub (* 1947) ist in einer musikalischen Familie aufgewachsen. Er ist der Sohn der italienischen Pianistin Marie-Luisa Strub-Moresco und des deutschen Violinvirtuosen und bedeutenden Violinpädagogen Max Strub.